# Ebba Haslund

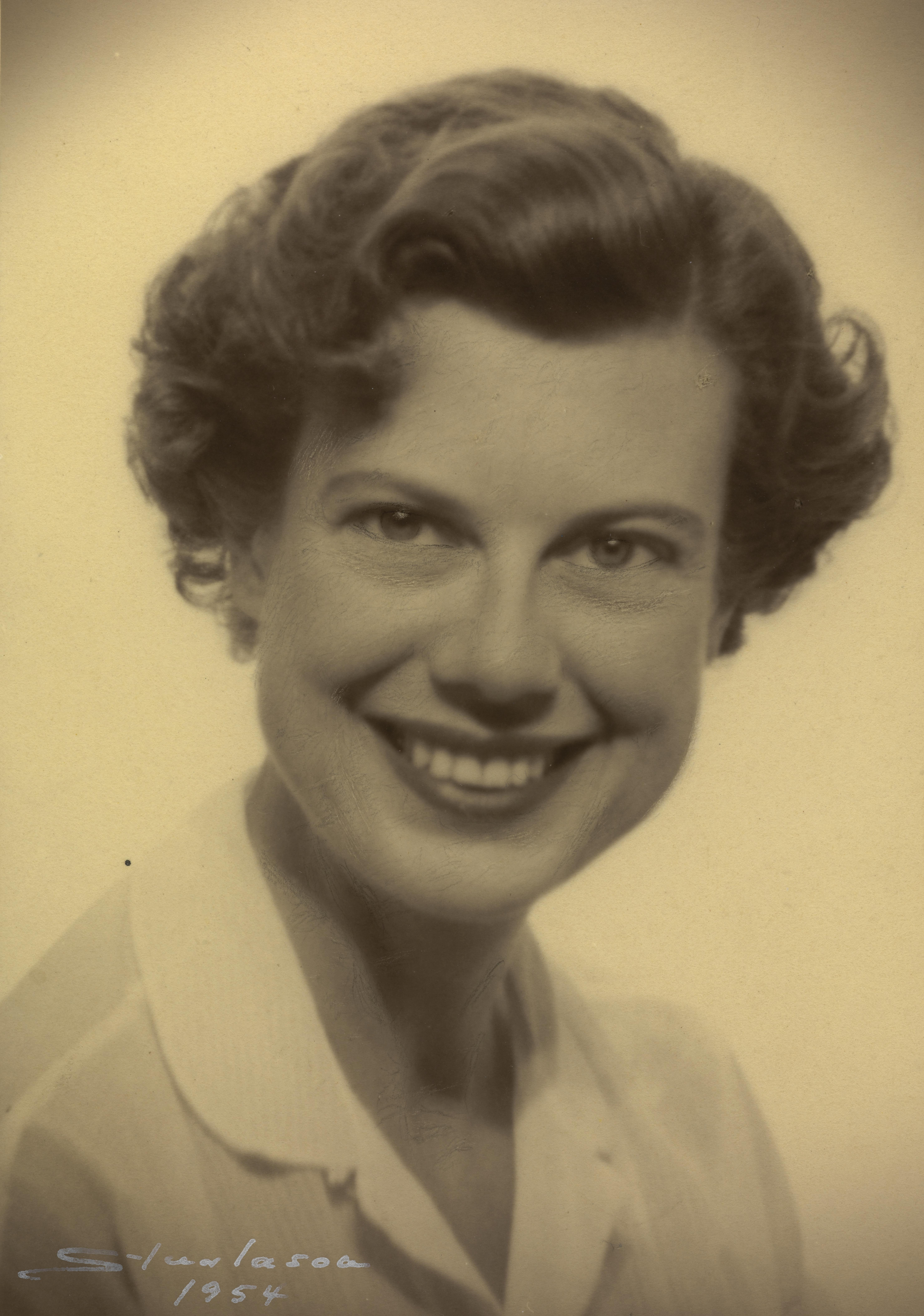
Ebba Haslund, 1954

Ebba Haslund (* 12. August 1917 in Seattle; † 10. Juli 2009 in Oslo) war eine norwegische Schriftstellerin. Sie war von 1971 bis 1975 Vorsitzende der Norwegischen Schriftstellervereinigung (Den norske Forfatterforening) und hat sich für die Sprachform Riksmål der norwegischen Sprache engagiert.
Für ihr Buch Det trange hjerte erhielt sie 1966 den norwegischen Literaturpreis Bokhandlerprisen.
Haslund bezeichnete sich als konservativ und war eine markante Gegnerin des Irakkriegs ab 2003, und insbesondere gegen die norwegische Beteiligung daran.

## Belege
1. ↑  Preisträgerliste des Bokhandlerprisen (Memento des Originals vom 13. Dezember 2021 im Internet Archive)  Info: Der Archivlink wurde automatisch eingesetzt und noch nicht geprüft. Bitte prüfe Original- und Archivlink gemäß Anleitung und entferne dann diesen Hinweis., bokhandlerforeningen.no, abgerufen am 28. August 2019.

| Personendaten    | Personendaten                |
| ---------------- | ---------------------------- |
| NAME             | Haslund, Ebba                |
| KURZBESCHREIBUNG | norwegische Schriftstellerin |
| GEBURTSDATUM     | 12. August 1917              |
| GEBURTSORT       | Seattle                      |
| STERBEDATUM      | 10. Juli 2009                |
| STERBEORT        | Oslo                         |